# Ніколае Крецулеску
Міколае Крецулеску (рум. Nicolae Kretzulescu; 1 грудня 1812, Бухарест, князівство Валахія — 26 липня 1900, Леордень, Румунське королівство) — румунський державний, політичний і громадський діяч, прем'єр-міністр Об'єднаного князівства Волощини та Молдови (з 1862 по 1863 рік і з 1865 по 1866 рік), міністр внутрішніх справ, міністр юстиції, міністр фінансів, міністр громадських робіт, лікар, дипломат, перекладач, член Румунської академії. Президент Сенату Румунського королівства (13 грудня 1889 — 9 червня 1890 року). Доктор медицини.

## Біографія
Народився в Бухаресті в древньої боярської родині, серед предків якої був Константін Бринковяну, господар Валахії (1688—1714). Отримав прекрасну домашню освіту під керівництвом вчителів з Греції і Франції.
У Парижі 1834 року здобув ступінь бакалавра, потім вивчав медицину в університеті Нанта. У 1839 році захистив докторську дисертацію з медицини та хірургії, ставши, таким чином, першим доктором наук румунської національності в Мунтенії. Помітною роботою як перекладача став його переклад роботи Жана Крювельє по анатомії.
Повернувшись на батьківщину, працював лікарем в одній з лікарень Бухареста, відкрив невелику хірургічну школу, з 1847 року — лікар в лікарні святого Пантелеймона столиці. Позитивно сприйняв революції 1848 року. Брав участь в розробці Конституції Волощини. Крім того, йому було доручено укласти з Угорщиною угоду про запобігання небезпеки вторгнення Росії, яке могло б привести до придушення революції.
Після невдачі революційного руху, Кретулеску був засланий за кордон. Працював лікарем військового госпіталю в Стамбулі. У 1849 році повернувся на батьківщину і відновив лікарську практику в бухарестської лікарні.
З 1854 року — директор Департаменту внутрішніх справ, пізніше обіймав важливі посади в юридичних структурах, був членом Апеляційного і Вищого суду країни, був міністром внутрішніх справ (24 червня 1862 — 11 жовтня 1863). Міністр громадських робіт (11 березня 1862 — 8 червня 1862).
У 1857 році він заснував Наукове медичне товариство і обґрунтував перші рекомендації з гігієни і санітарії, а також ініціював першу перепис населення в Румунії. Стурбований рівнем розвитку медицини в Волощини, підтримував створення Національної школи медицини і фармації в Бухаресті.
Н. Крецулеску є одним з поважних румунських політиків, за правління Александру Йоана Куза обіймав високі посади в державній адміністрації, зокрема двічі був прем'єр-міністром Об'єднаного князівства Волощини та Молдови (24 червня 1862 — 11 жовтня 1863 і 14 червня 1865 — 11 лютого 1866).
Міністр юстиції (30 грудня 1862 — 14 червня 1863; 24 червня 1862 — 11 жовтня 1863; 14 червня 1865 — 11 лютого 1866 р.).
Міністр юстиції і у справах релігій (19 липня 1864 — 21 грудня 1865).
Міністр фінансів (14 червня 1865 — 30 січня 1866).
Міністр внутрішніх справ, сільського господарства та громадських робіт (з 30 січня 1866 по 11 лютого 1866).
Міністр культів і громадських доручень (11 липня 1879 — 22 січня 1880).
З 1873 року М. Крецулеску займався дипломатичною діяльністю, був дипломатичним агентом в Берліні. Пізніше — повноважний міністр і посол, який діє у великих європейських столицях, таких як, Рим, Париж і Санкт-Петербург.
Під час війни за незалежність Румунії (1877—1878) організував за рахунок власних коштів госпіталь в приміщенні свого особняка, який передав в розпорядження армії.
Заступник Президента Сенату Румунського королівства (1870). З 13 грудня 1889 по 9 червня 1890 рік а — Президент Сенату Румунського королівства.
За внесок в розвиток румунської науки 9 вересня 1871 року він був обраний членом Румунської академії, неодноразово ставав президентом її наукової секції. Двічі обирався Президентом Румунської академії (1872—1873 і 1895—1898).